# Bonaventura Gazzola
Bonaventura Gazzola (né le 21 avril 1744 à Plaisance en Émilie-Romagne et mort le 29 janvier 1832 à Montefiascone) est un cardinal du XIXe siècle. Il est membre de l'ordre des franciscains.

## Biographie
Bonaventura Gazzola est nommé évêque de Cervia en 1795 et évêque de Montefiascone et de Corneto en 1820.
Le pape Léon XII le crée cardinal lors du consistoire du 3 mai 1824.
Le cardinal Gazzola participe au conclave de 1829 lors duquel Pie VIII est élu pape, mais ne participe pas à celui de 1830-1831 (élection de Grégoire XVI).

### Source
- Fiche du cardinal Bonaventura Gazzola sur le site fiu.edu